# Fiat 500e
Fiat 500e – elektryczny samochód osobowy klasy aut najmniejszych produkowany pod włoską marką Fiat od 2012 roku. Od 2020 roku produkowana jest druga generacja pojazdu.

## Pierwsza generacja

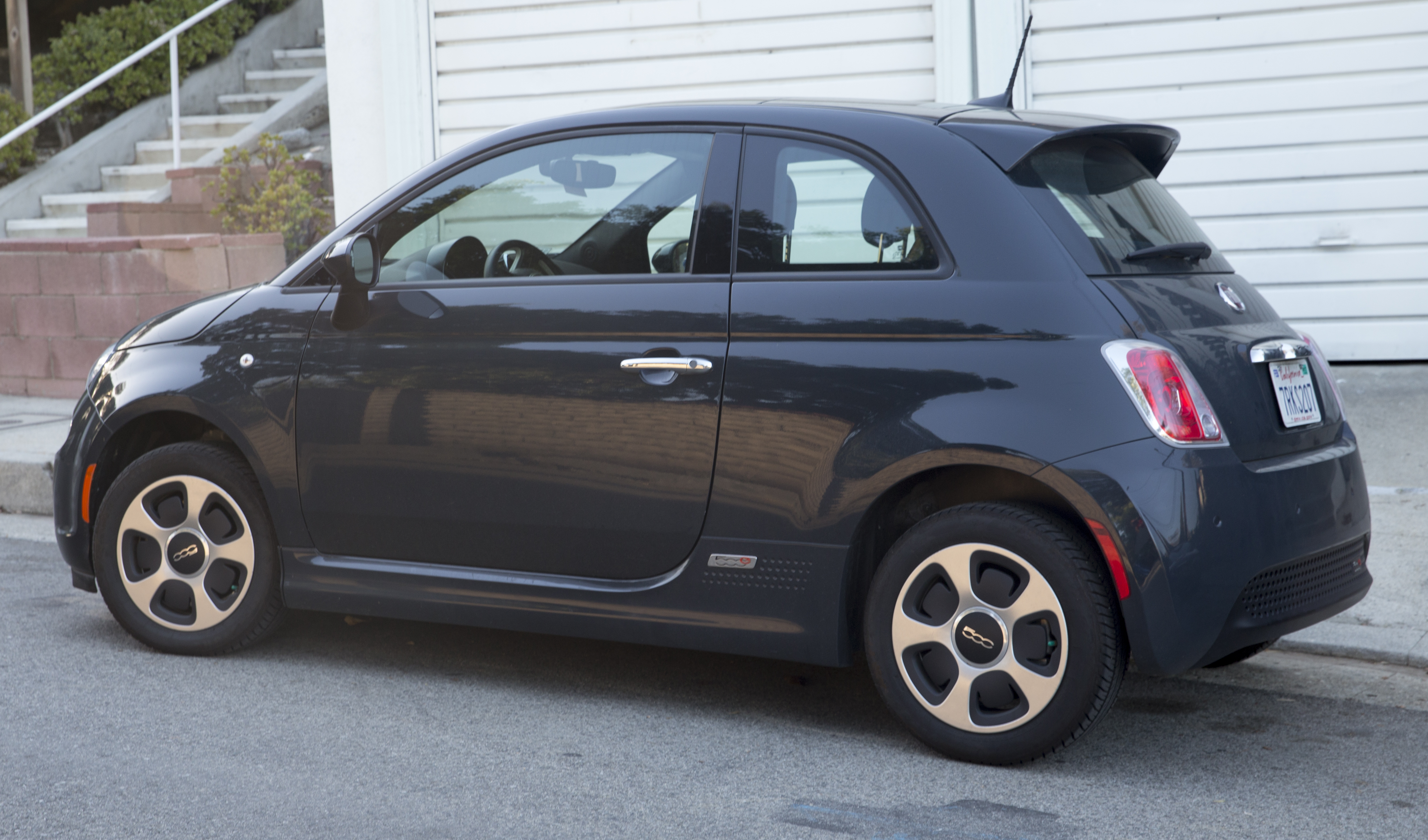
Fiat 500e I – tył pojazdu

Fiat 500e I po raz pierwszy został zaprezentowany podczas targów motoryzacyjnych Los Angeles Auto Show w 2012 roku.
Samochód bazuje na spalinowej odmianie samochodu Fiat 500. Zmiany ograniczyły się do układu napędowego, oraz do kosmetycznych zmian stylistycznych. Samochód trafił do sprzedaży w 2013 roku początkowo tylko na rynek Kalifornii.
W 2015 roku samochód przeszedł drobną modernizację. Auto otrzymało nową konsolę centralną i dwa nowe kolory lakierów. Rozszerzony został także obszar sprzedaży z jedynej dotąd Kalifornii także na Oregon.

## Druga generacja
Fiat 500e II został po raz pierwszy zaprezentowany w połowie 2020 roku.
Nowy model początkowo był oferowany wyłącznie w wersji limitowanej „La Prima”, która została wyposażona w m.in.: panoramiczny elektryczny szyberdach, reflektory ledowe, 17-calowe aluminiowe felgi ze specjalnym wzorem, chromowane wstawki i tapicerkę z ekoskóry. Samochód jest oferowany z 3 specjalnymi lakierami. Układ napędowy elektrycznego fiata tworzy elektryczny silnik o mocy 116 KM z akumulatorem o pojemności 42 kWh. Zasięg ma wynosić 320 km, a prędkość maksymalna – 149 km/h, natomiast do pierwszych 50 km/h rozpędzimy się w 3,1 sekundy. Fiat 500e II jest również pierwszym modelem w swoim segmencie, który oferuje funkcję jazdy autonomicznej na poziomie drugim.